# Takaharu Furukawa
Takaharu Furukawa (n. 9 august 1984, Aomori, Japonia) este un arcaș ce a reprezentat Japonia, medaliat olimpic. A participat la 6 ediții ale Jocurilor Olimpice (2004, 2008, 2012, 2016, 2020, 2024) în care a câștigat o medalie de argint și două medalii de bronz.